# کر نیلسون
کر نیلسون (انگلیسی: Kerr Neilson؛ زادهٔ ۴ ژانویهٔ ۱۹۵۰) کارآفرین اهل استرالیا است.